# Annum
Annum är det latinska uttrycket för år, som främst används för att beteckna tidsenheten, och då med bokstaven a.
Systemet Unified Code for Units of Measure skiljer på olika definitioner av ett år på följande sätt:
at = a_t = 365,24219 dygn för betydelsen tropiskt år
aj = a_j = 365,25 dygn för betydelsen Julianskt år
ag = a_g = 365,2425 dygn för betydelsen Gregorianskt år
a = 1 aj år (utan ytterligare specifikation)

## Prefix
- ka – kiloannum är tusen (103) år, ett millennium, och används inom geografi, geologi och paleontologi. Grottmänniskors ålder, de senaste istiderna mm.
- Ma – megaannum är en miljon (106) år och brukas inom astronomi, geologi och paleontologi. Exempel: Tyrannosaurus rex levde för 67-65 Ma sedan, ett galaktiskt år är på 225 Ma.
- Ga – gigaannum är en miljard (109) år och förekommer inom kosmologi och geologi. Exempelvis: Big Bang: 13,7 Ga, Jordens skapelse: 4,57 Ga.
- Ta – teraannum är en biljon (1012) år. Röda dvärgstjärnor förväntas lysa i cirka 1 Ta.
- Pa – petaannum är en biljard (1015) år. Vissa radioaktiva isotopers halveringstider som tantal-180m är på 1 Pa.
- Ea – exaannum är en triljon (1018) år. Vissa radioaktiva isotopers halveringstider som wolfram-180 är på 1,8 Ea.